# Stahlgewitter (Band)
Stahlgewitter ist eine 1995 gegründete deutsche Rechtsrock-Band, die zu den populärsten deutschsprachigen Gruppen dieses Genres gehört.

## Geschichte der Band
Die Band wurde von zwei der einflussreichsten Personen der Rechtsrock-Szene, Daniel „Gigi“ Giese (Saccara) und Frank Kraemer, gegründet. Während das erste Album Das eiserne Gebet von Kraemer und Giese mit Hilfe eines Drumcomputers eingespielt wurde, nahm man sich für die weiteren Produktionen und für Live-Auftritte diverse Leihtrommler zu Hilfe. Das neueste Album wurde mit Hilfe von Andreas Koroschetz (Division Germania) eingespielt.
Unter dem Pseudonym Goldhagens willige Speichellecker, dessen Titel sich auf das Buch Hitlers willige Vollstrecker von Daniel Goldhagen bezieht, sind Stahlgewitter zusammen mit Michael „Lunikoff“ Regener, dem Sänger der mittlerweile verbotenen Band Landser, auf dem am 9. Juni 1999 indizierten Sampler Die Deutschen kommen Vol. 1 (1998) vertreten, außerdem spielten sie zusammen mit Hauptkampflinie und Landser auf dem 2001 veröffentlichten und am 28. März 2002 indizierten Sampler Amalek. Des Weiteren ist Stahlgewitter auch auf dem Sampler Die Deutschen kommen Vol. 2 mit dem Titel ZOG (Zionist Occupied Government) enthalten. Außerdem beteiligte sich die Band 2004 an der ersten Schulhof-CD.
Im Jahr 2002 veröffentlichte die Band ihr Album Politischer Soldat mit einer Auflagenhöhe von 8000 Exemplaren. Wegen des Verdachtes der Volksverhetzung durchsuchte die Polizei am 16. Dezember 2003 insgesamt sieben Wohnungen von Mitgliedern der Band in Meppen, Köln, Bonn und Winterthur (Schweiz) und beschlagnahmte umfangreiches Material. Von der Staatsanwaltschaft Osnabrück wurde ein Ermittlungsverfahren eingeleitet, dem die Anklage der Produktion von Musik-CDs mit volksverhetzendem Inhalt zugrunde liegt. Die Ankläger versuchten unter anderem, die Stimme des Gesanges von Daniel „Gigi“ Giese dem Projekt Zillertaler Türkenjäger zuzuordnen, konnten diesen Vorwurf jedoch nicht nachweisen. Das Verfahren gegen Stahlgewitter wurde 2005 eingestellt.
Daniel Giese ist außerdem der führende Kopf der Bands Kahlkopf, Saccara, Gigi & die braunen Stadtmusikanten und In Tyrannos. Kraemer gründete Ende der 90er zusammen mit Sebastian Schauseil von der NSBM-Band Absurd das Projekt Halgadom, das sich zwischen Neofolk und Pagan Metal bewegt. Kraemer schreibt außerdem für das Magazin Runenblut.
2013 warf Stahlgewitter der Band Frei.Wild vor, plagiiert zu haben: Das Lied Schenkt uns Dummheit, kein Niveau vom Frei.Wild-Album Gegengift soll „entscheidende Bestandteile“ (hier: „einen Gitarrenriff“) aus dem Titellied des Stahlgewitter-Albums Auftrag Deutsches Reich enthalten. Das Landgericht Hamburg wies die Klage am 27. Februar 2015 ab.
Im Oktober 2016 spielte Stahlgewitter als Headliner vor über 5000 Zuschauern in der Schweiz auf einem der größten Rechtsrock-Konzerte der letzten 20 Jahre. Auch im Juli 2017 trat die Band neben u. a. Die Lunikoff Verschwörung und Sleipnir auf dem Konzert Rock gegen Überfremdung im thüringischen Themar vor rund 6000 Rechtsextremen auf.

## Diskografie
- 1996: Das eiserne Gebet. Erschienen bei Freie Meinung Göttingen, am 31. Dezember 1999 indiziert (BAnz. Nr. 248)
- 1998: Germania. Erschienen als Eigenproduktion, am 30. Juni 1999 indiziert (BAnz. Nr. 118)
- 2001: Amalek (Split mit Landser und Hauptkampflinie). Erschienen bei W & B Records, am 28. März 2002 indiziert. (BAnz. Nr. 61)
- 2002: Politischer Soldat. Erschienen bei PC-Records, am 31. Oktober 2002 indiziert (BAnz. Nr. 204)
- 2003: Germania über alles. Erschienen bei PC-Records. Enthält unbeanstandete Titel des Albums Germania + Bonusmaterial. Am 30. September 2004 indiziert. (BAnz. Nr. 185)
- 2006: Auftrag Deutsches Reich. Erschienen bei PC-Records. Enthält neben neuen Titeln, Neuaufnahmen der unbeanstandeten Titel vom Album Das eiserne Gebet. Am 28. Dezember 2007 indiziert (BAnz. Nr. 241)
- 2008: Politischer Soldat – Neuauflage. Erschienen bei PC-Records. Enthält das Album Politischer Soldat ohne das Lied Zurück zu unseren Traditionen, dafür aber mit zwei Neuaufnahmen (Einen Tag regieren und Das eiserne Gebet) von der CD Das eiserne Gebet. Indiziert Liste A
- 2013: Das Hohelied der Herkunft. Erschienen bei PC-Records
- 2013: Stählerne Romantik – MCD. Erschienen bei PC-Records, am 31. Juli 2014 indiziert[7]